# Who Do We Think We Are
Who Do We Think We Are è il settimo album in studio della band britannica Deep Purple, pubblicato nel 1973. Fu l'ultimo album dei Deep Purple col cantante Ian Gillan e il bassista Roger Glover fino alla pubblicazione nel 1984 di Perfect Strangers.
Musicalmente, il disco mostra un passaggio ad un suono più vicino al blues e è presente anche il cantato scat. Nonostante la sua produzione e il comportamento della band dopo la sua uscita mostrasse che il gruppo fosse in un momento veramente difficile, l'album fu un successo commerciale. Spinti anche dal successo dei dischi precedenti, i Deep Purple divennero gli artisti più venduti negli Stati Uniti nel 1973. All'interno della crisi che portò al successivo scioglimento del gruppo, la registrazione fu molto difficoltosa a causa dei rapporti difficili all'interno della band. L'album contiene anche il singolo Woman from Tokyo, che è rimasto un classico dalla band, eseguito frequentemente nel corso dei tour successivi, e portato in scena anche dalla Ian Gillan Band.

## Descrizione
L'artwork originale contiene tante citazioni di articoli pubblicati sui giornali. Uno di questi è tratto dal Melody Maker del luglio 1972, nel quale il batterista Ian Paice osservava che «i Deep Purple ricevono pile di lettere appassionate sia violentemente contro che a favore del gruppo. Quelle arrabbiate iniziano generalmente con "Chi si credono di essere i Deep Purple...»", da cui il titolo dell'album ("Chi pensiamo di essere"). Un altro articolo riporta testualmente la frase di Paice: «Lo compro quindi se voglio lo prendo pure a calci», che fu la sua risposta a una lettera arrabbiata che ammoniva il batterista per aver tirato un calcio alla batteria alla fine di un'esibizione in uno show televisivo al South Bank Pops nel 1970.
Sul retro della copertina delle prime stampe, la traccia d'apertura è riportata come "Woman from TOKAYO".

## Storia
Il disco venne registrato a Roma e Francoforte utilizzando il Rolling Stones Mobile Studio. Il gruppo, già stremato dall'incrinarsi del rapporti tra Gillan e Blackmore, iniziò a registrare verso il luglio del 1972, ma le sessioni si rivelarono lunghe e infruttuose. In un documentario retrospettivo, Gillan racconta che Blackmore decise di non soggiornare assieme agli altri colleghi. Durante questo periodo, la band registrò solo due tracce, più altri quattro brani incisi "per divertimento", ai quali Blackmore non aveva partecipato, privi ancora delle parti di chitarra. I brani Woman from Tokyo e Painted Horse, una outtake poi incluso tra le bonus tracks nel remaster del 2000, furono incisi in questo periodo. Il resto del disco venne registrato a Francoforte a ottobre, dopo un altro periodo di tour nel quale vennero anche registrate le tre date che furono utilizzate per la realizzazione di Made in Japan. Il gruppo, lacerato da conflitti interni e stanco dalla vita on the road, avrebbe preferito prendere una pausa, ma fu spinto dall'etichetta a scrivere del materiale in modo da cavalcare l'enorme successo della band. La tensione non fece che acuire le difficoltà preesistenti e divenne difficile venire fuori con del materiale su cui concordassero tutti. Gillan e Blackmore avevano smesso di parlarsi e molte canzoni vennero finite in modo che i due potessero registrare le loro parti separatamente. I rapporti tra i due erano così consumati che Gillan utilizzò il testo di Smooth Dancer per fare una critica più o meno velata al chitarrista.
Riguardo alla canzone Mary Long, Gillan disse: «Mary Whitehouse e Lord Longford erano figure particolarmente di alto profilo all'epoca, con comportamenti reazionari... Riguardava gli standard della vecchia generazione, l'intero quadro morale, il vandalismo intellettuale - tutte le cose che esistono nel corso delle generazioni... Mary Whitehouse e Lord Longford sono diventati una persona, fondendosi insieme per rappresentare l'ipocrisia che ho visto in quel momento.»
Ian Gillan lasciò il gruppo dopo l'uscita dell'album, citando le tensioni interne come motivazione principali. In seguito, ha dichiarato che tali tensioni fossero causate dalle divergenze professionali e personali con Ritchie Blackmore. In un'intervista di supporto alla promozione dell'album di reunion della Mark II, Perfect Strangers, Gillan osservò che la fatica e il management furono una delle motivazioni principali:
Jerry Bloom, editor del libro More Black than Purple, aggiunse:
L'ultimo concerto della formazione Mark II negli anni settanta fu tenuto a Osaka, il 29 giugno 1973. Dopo il concerto, i fan vandalizzarono l'arena. In seguito all'abbandono di Gillan, anche Blackmore minacciò di andarsene, ma dichiarò di voler rimanere solo se Glover fosse stato escluso dal gruppo e il bassista decise di farsi da parte. La band in seguito continuò a restare unita per ancora tre album, nonostante i futuri cambi di formazione e l'abbandono di Blackmore nel 1974. In seguito, Blackmore e Glover riallacciarono i rapporti e Glover entrò a fare parte del suo gruppo, i Rainbow.
Data l'obbligatorietà degli impegni contrattuali, Gillan dichiarò di aver scritto la lettera di dimissioni esattamente nove mesi prima di averla recapitata al management della band.
Grazie per il tuo telegramma. Forse nella lettera che ti ho scritto, la parola "affilazione" ti ha fuorviato. In questo momento devo rendere chiaro che i miei dubbi sono rivolti nella direzione dei miei desideri di esibirmi come artista. Sono così depresso con la mia occupazione al momento, e delle circostanze e dell'attitudine con cui devo lavorare che sento che sia necessario mettere nero su bianco le mie intenzioni di abbandonare il gruppo il 30 giugno 1973. Questa decisione non è impulsiva, ma è stata presa dopo averci ragionato per almeno sei mesi.
Io certamente non considero spostarmi a qualche altra impresa di management, ecc. È abbastanza evidente che se, dopo circa tre mesi di pausa io decida di continuare in questo business, io debba trovare un nuovo modo per esprimere le mie idee, o almeno un modo più diversificato. Supponiamo che io possa sommare il tutto dicendo che i D.P. sono diventati una macchina noiosa e stagnante, molto distante dal gruppo fresco ed innovativo che erano un tempo. Credo che sia inevitabile e che dovremmo "mollare finché siamo in tempo".
Un altro vantaggio nel decidere su una data con almeno sei mesi di anticipo è che nessuno potrà prendere un vantaggio sleale dalla situazione. Tu dovresti ammettere che questa è quasi una possibilità, in cui l'affare potrebbe prendere una piega non controllata.
Ho già formulato uno schema di base per il futuro e dovrò ovviamente renderti partecipe delle mie intenzioni quando raggiungerò Londra.
Cordiali saluti
Ian Gillan»

## Tracce
Tutte le tracce sono state scritte da Ritchie Blackmore, Ian Gillan, Roger Glover, Jon Lord e Ian Paice.
Lato A
1. Woman from Tokyo – 5:50
2. Mary Long – 4:25
3. Super Trouper – 2:56
4. Smooth Dancer – 4:10

Lato B
1. Rat Bat Blue – 5:23
2. Place in Line – 6:31
3. Our Lady – 5:12

Nuova edizione rimasterizzata in CD del 2000 (EMI – 7243 5 21607 2 3)
1. Woman from Tokyo – 5:48
2. Mary Long – 4:23
3. Super Trouper – 2:54
4. Smooth Dancer – 4:08
5. Rat Bat Blues – 5:23
6. Place in Line – 6:29
7. Our Lady – 5:12
8. Woman from Tokyo ('99 Remix) – 6:37
9. Woman from Tokyo (Alternate bridge) – 1:24
10. Painted Horse (studio out-take) – 5:19
11. Our Lady ('99 Remix) – 6:05
12. Rat Bat Blues (writing session) – 0:57
13. Rat Bat Blues ('99 Remix) – 5:49
14. First Day Jam (instrumental) – 11:31

Durata totale: 71:59

## Formazione
- Ian Gillan - voce
- Jon Lord - tastiera
- Ritchie Blackmore - chitarra
- Roger Glover - basso
- Ian Paice - batteria

## Produzione[10]
- Deep Purple - produzione
- Martin Birch - ingegnere del suono
- Jeremy Gee - tecnico del Rolling Stones Mobile Unit
- Nick Watterton - tecnico del Rolling Stones Mobile Unit
- Peter Mew - mastering (tracce 8-14), rimasterizzazione (tracce 1-7)
- Fin Costello - fotografia della band
- Peter Denenberg - remissaggio (tracce 8-14)
- Joe Di Giorgi - assistente al remissaggio
- Simon Robinson - ricerca d'archivio, note del libretto
- Ian Hansford - strumenti musicali
- Rob Cooksey - strumenti musicali
- Colin Hart - strumenti musicali
- Ron Quinton - strumenti musicali
- Simon Robinson – grafica di copertina
- Roger Glover - grafica di copertina, missaggio, remissaggio (tracce 8-14)
- John Coletta - grafica
- Ian Paice - missaggio

## Classifiche

### Classifiche settimanali
| Classifica (1973) | Posizione massima |
| ----------------- | ----------------- |
| Australia         | 5                 |
| Austria           | 2                 |
| Canada            | 11                |
| Finlandia         | 4                 |
| Francia           | 3                 |
| Germania          | 3                 |
| Italia            | 2                 |
| Norvegia          | 1                 |
| Paesi Bassi       | 5                 |
| Regno Unito       | 4                 |
| Stati Uniti       | 15                |

### Classifiche di fine anno
| Classifica (1973) | Posizione |
| ----------------- | --------- |
| Australia         | 15        |
| Austria           | 5         |
| Germania          | 13        |
| Italia            | 16        |
| Paesi Bassi       | 28        |
| Stati Uniti       | 19        |